# Sede titolare di Natchitoches
Natchitoches (in latino Natchitochensis) è una sede titolare della Chiesa cattolica.

## Storia
Il titolo fa riferimento alla città di Natchitoches in Louisiana, che fu eretta a sede vescovile il 29 luglio 1853, ricavandone il territorio dall'arcidiocesi di New Orleans; il 6 agosto 1910 i vescovi trasferirono la sede della diocesi nella città di Alexandria.
Dal 1995 Natchitoches è annoverata tra le sedi vescovili titolari della Chiesa cattolica; dal 12 gennaio 2008 l'arcivescovo, titolo personale, titolare è il nunzio apostolico Joseph Salvador Marino, presidente emerito della Pontificia accademia ecclesiastica.

## Cronotassi dei vescovi titolari
- Anthony Mancini (18 febbraio 1999 - 18 ottobre 2007 nominato arcivescovo di Halifax)
- Joseph Salvador Marino, dal 12 gennaio 2008